# Charles Pearson
Charles Pearson (Cidade de Londres, Outubro de 1793 - Setembro de 1862) foi o solicitador da City of London Corporation desde 1839 até à data da sua morte, em 1862, e uma das figuras mais importantes no desenvolvimento do Metro de Londres (na altura ainda em projecto).